# Metoděj Zemek
Metoděj Zemek (15. ledna 1915 Vlčnov – 18. října 1996 Brno) byl katolický kněz, historik a archivář.

## Život
Po maturitě na Arcibiskupském gymnáziu v Kroměříži (1935) studoval bohosloví, na kněze byl vysvěcen roku 1940. Po válce studoval historii na filosofické fakultě v Brně, kde roku 1949 získal doktorát z filosofie. Doktorát z teologie získal již v roce 1947, kdy působil jako archivář a odborný asistent církevních dějin na teologické fakultě.
Posléze se oženil, od roku 1950 působil v různých státních archivech (Žďár nad Sázavou, Bučovice, Brno). V roce 1960 přešel do okresního archivu v Mikulově, kde jako ředitel působil až do roku 1980. Je znám jako organizátor mikulovských sympózií a autor mnoha publikací z místních a církevních dějin. Po smrti manželky v roce 1991 se navrátil opět ke kněžství, žil v rakouském klášteře v Klosterneuburgu.

## Dílo
Zemkovo historické dílo je velmi rozsáhlé, i když poznamenané mnoha nepřesnostmi.[zdroj?]